# Jean Anouilh
Pour les articles homonymes, voir Anouilh.
Jean Anouilh (/a.nuj/) est un dramaturge et scénariste français, né le 23 juin 1910 à Bordeaux (Gironde) et mort le 3 octobre 1987 à Lausanne (Suisse). Son œuvre théâtrale commencée en 1932 est particulièrement abondante et variée : elle est constituée de nombreuses comédies souvent grinçantes et d'œuvres à la tonalité dramatique ou tragique comme sa pièce la plus célèbre, Antigone, réécriture moderne de la pièce de Sophocle.
Anouilh a lui-même organisé ses œuvres en séries thématiques, faisant alterner d'abord Pièces roses et Pièces noires. Les premières sont des comédies marquées par la fantaisie comme Le Bal des voleurs (1938) alors que les secondes montrent dans la gravité l'affrontement des « héros » entourés de gens ordinaires en prenant souvent appui sur des mythes comme Eurydice (1941), Antigone (1944) ou Médée (1946).
Après la guerre apparaissent les Pièces brillantes qui jouent sur la mise en abyme du théâtre au théâtre (La Répétition ou l'Amour puni en 1947, Colombe en 1951), puis les Pièces grinçantes, comédies satiriques comme Pauvre Bitos ou le Dîner de têtes (1956). Dans la même période, Jean Anouilh s'intéresse dans des Pièces costumées à des figures lumineuses qui se sacrifient au nom du devoir : envers la patrie comme Jeanne d'Arc dans L'Alouette (1953) ou envers Dieu comme Thomas Becket (Becket ou l'Honneur de Dieu en 1959). Le dramaturge a continué dans le même temps à servir le genre de la comédie dans de nombreuses pièces où il mêle farce et ironie (par exemple Les Poissons rouges ou Mon père ce héros en 1970) jusque dans les dernières années de sa vie.
Jean Anouilh a également adapté plusieurs pièces d'auteurs étrangers, Shakespeare en particulier. Il a aussi mis en scène certaines de ses œuvres (par exemple Colombe en 1974), en même temps qu'il travaillait à des scénarios pour le cinéma ou à la télévision.

## Biographie

### Genèse d'une passion (1923-1932)

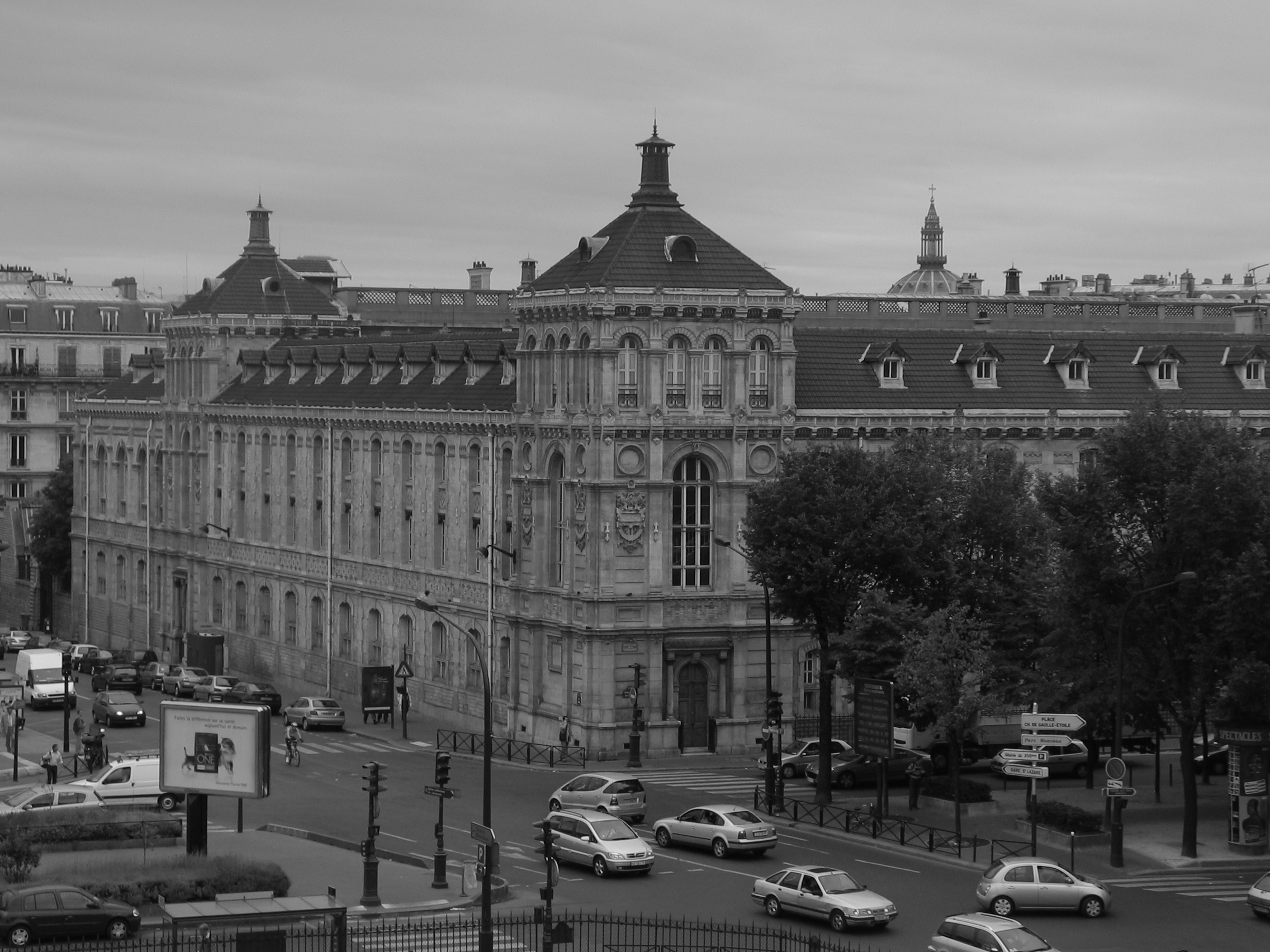
Le lycée Chaptal, au croisement de la rue de Rome et du boulevard des Batignolles.

Jean-Marie-Lucien-Pierre Anouilh est le fils de François Anouilh, tailleur, et Marie-Madeleine Soulue, professeure de piano et pianiste d'orchestre à Arcachon. C'est en 1923 au lycée Chaptal que son amour pour le théâtre se manifeste. C'est également là qu'il fait la connaissance de Jean-Louis Barrault. Suivent des découvertes littéraires essentielles, tout d'abord, vers 1926, celle de Jean Cocteau avec Les Mariés de la tour Eiffel, qu'Anouilh relate lui-même en ces termes :

« J'ouvris le numéro, désœuvré, distrait, je passais les romans, homme de théâtre en puissance je méprisais déjà ces racontars et j'arrivais à la pièce dont le titre insolite m'attira. [...] Dès les premières répliques quelque chose fondit en moi : un bloc de glace transparent et infranchissable qui me barrait la route. [...] Jean Cocteau venait de me faire un cadeau somptueux et frivole : il venait de me donner la poésie du théâtre. »

Deuxième grande découverte : celle de Jean Giraudoux en 1928, au poulailler de la comédie des Champs-Élysées, à travers sa pièce Siegfried, qu'Anouilh finit par apprendre par cœur. À cette époque, celui-ci se nourrit aussi des lectures de Paul Claudel, Luigi Pirandello, George Bernard Shaw.
Après avoir travaillé quelques semaines au bureau des réclamations des Grands Magasins du Louvre puis pendant deux ans dans l'agence de publicité Étienne Damour avec, entre autres, Jacques Prévert, Georges Neveux, Paul Grimault et Jean Aurenche, Anouilh, succédant à Georges Neveux, devient entre 1929 et 1930, le secrétaire général de la comédie des Champs-Élysées, que dirige alors Louis Jouvet. Anouilh est chargé de rédiger des notes sur les manuscrits reçus et de composer la salle pour les générales. La collaboration entre Anouilh et Jouvet est houleuse, Jouvet sous-estimant les ambitions littéraires de son employé. Ni Anouilh lui-même, qu'il surnomme « le miteux », ni son théâtre ne trouveront grâce aux yeux de Jouvet. Après la lecture de La Sauvage, il déclare à Anouilh : « Tu comprends mon petit gars, tes personnages sont des gens avec qui on ne voudrait pas déjeuner ! »
En octobre 1931, Jean Anouilh est mobilisé et part faire son service militaire à Metz puis à Thionville. Après deux mois de service, il est réformé temporaire et revient à Paris. Il vit alors dans un atelier à Montparnasse puis dans un appartement rue de Vaugirard, meublé avec l'aide de Jouvet, avec qui il s'est provisoirement réconcilié. Il emménage avec la comédienne Monelle Valentin, qui crée entre autres le rôle-titre d'Antigone en 1944, et dont il a une fille, Catherine, (1934-1989), qui deviendra elle aussi comédienne, créant en 1954 le rôle que son père a écrit pour elle dans Cécile ou l'École des pères. Le couple se sépare en 1953 et Anouilh épouse la comédienne Nicole Lançon, qui devient sa principale collaboratrice et avec laquelle il aura trois enfants : Caroline, Nicolas et Colombe.

### Premières œuvres (1932-1936)
En 1932, Jean Anouilh fait représenter sa première pièce, Humulus le muet, écrite en collaboration avec Jean Aurenche en 1929. C'est un échec. Quelque temps après, il propose L'Hermine à Pierre Fresnay qui accepte immédiatement de la jouer. Le 26 avril 1932 a lieu la création de L'Hermine, au théâtre de l'Œuvre, mise en scène par Paulette Pax. 90 représentations seront données. L'adaptation cinématographique de L'Hermine lui procure 17 000 francs de droits qui lui permettent de faire déménager ses parents « vers la banlieue de leurs rêves ». Les deux pièces qui suivent, Mandarine, créée en 1933 au théâtre de l'Athénée, et Y'avait un prisonnier en 1935 au théâtre des Ambassadeurs (dans une mise en scène de Marie Bell), sont des échecs. Ce sont à nouveau les droits cinématographiques de Y'avait un prisonnier, acquis par la Metro Goldwyn Mayer, qui permettent à Anouilh de vivre convenablement pendant un an en Bretagne, avec Monelle Valentin et sa fille, période au cours de laquelle il retravaille La Sauvage et écrit Le Voyageur sans bagage. C'est en 1935 également que Jean Anouilh rencontre pour la première fois Roger Vitrac, avec qui il se lie d'amitié et dont il reprendra, en 1962, la pièce Victor ou les Enfants au pouvoir.

### Premiers grands succès: duVoyageur sans bagage(1937) auRendez-vous de Senlis(1941)
En 1936, Louis Jouvet, à qui Anouilh espère confier la création du Voyageur sans bagage, le « fait traîner avec des proverbes de sagesse agricole ». Furieux lorsqu'il apprend que Jouvet préfère finalement monter Le Château de cartes de Steve Passeur, Anouilh transmet le jour même son manuscrit à Georges Pitoëff, directeur du théâtre des Mathurins. Il raconte :

« Je portai un soir ma pièce aux Mathurins des Pitoëff dont je n'avais même pas vu un spectacle. Le lendemain matin je recevais un pneumatique me demandant de passer le voir. Il m'attendait, souriant, dans un petit bureau étriqué, tout en haut du théâtre (je n'y pénètre jamais depuis, sans avoir le cœur qui bat - c'est là que j'ai été baptisé) et il me dit simplement qu'il allait monter ma pièce de suite. Puis, il me fit asseoir et se mit à me la raconter... J'étais jeune, je ricanais (intérieurement) pensant que j'avais de bonnes raisons de la connaître. Je me trompais. Je m'étais contenté de l'écrire, avec lui je la découvrais... [...] Ce pauvre venait de me faire un cadeau princier : il venait de me donner le théâtre... »

Créé le 16 février 1937 dans une mise en scène de Georges Pitoëff, Le Voyageur sans bagage est le premier grand succès d'Anouilh, avec 190 représentations. Les acteurs principaux sont Georges et Ludmilla Pitoëff. Darius Milhaud en écrit la musique de scène, sous forme d'une Suite pour violon, clarinette et piano (op.157b). Dès lors, Anouilh gardera toute sa vie une réelle affection pour les Pitoëff et notamment Georges, celui qu'Anouilh décrit comme l'« étrange Arménien dont le Tout-Paris bien pensant se moquait » et à propos duquel Jouvet avait dit « Je n'aime l'Arménien que massacré ».

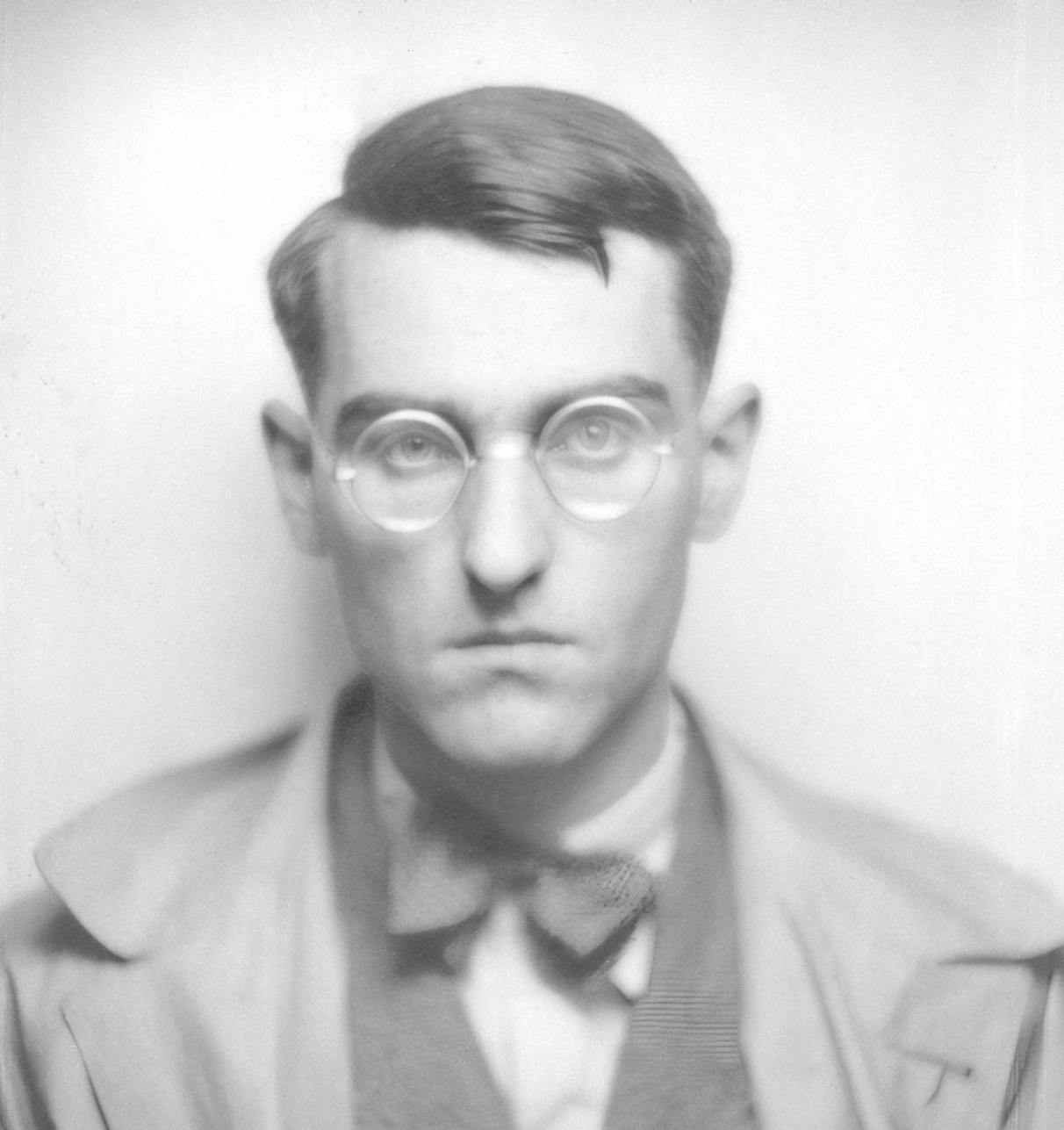
Jean Anouilh en 1937. Photo d'identité (Sacem).

En 1938, il obtient deux nouveaux succès critiques et publics avec deux pièces écrites au début des années 1930 et retravaillées à plusieurs reprises au cours des années suivantes : La Sauvage (créée le 11 janvier au théâtre des Mathurins, à nouveau dans une mise en scène de Georges Pitoëff et avec une musique de scène de Darius Milhaud) et Le Bal des voleurs (créée le 17 septembre au théâtre des Arts), pièce par laquelle Anouilh inaugure sa collaboration avec André Barsacq, qui dirige alors la compagnie des Quatre-Saisons et qui sera son principal interlocuteur et metteur en scène, pendant plus de quinze ans. L'accueil de la critique est très favorable pour ces deux pièces, reconnaissant unanimement Anouilh comme un grand dramaturge, La Sauvage générant toutefois des oppositions idéologiques plus fortes, principalement en raison de la place occupée par la religion dans la pièce. Colette écrit en 1938 :

« Un accent qui se reconnaît dès les premières répliques, une aptitude à la grandeur, la facilité, dévolue à Anouilh, de dépasser les auteurs dramatiques de sa génération, les charmes d’une fraîche matière intellectuelle, voilà bien de quoi emporter, effacer ce qu’au passage nous avons cru pouvoir nommer faiblesses. »

Cette même année 1938, Anouilh participe à la création de la revue La Nouvelle Saison avec notamment Jean-Louis Barrault, René Barjavel et Claude Schnerb, qui publie Humulus le muet (jamais publiée depuis sa création en 1932), avec des dessins de Raymond Peynet, ainsi que sa nouvelle Histoire de M. Mauvette et de la fin du monde. Toujours la même année, il rencontre Robert Brasillach (dont il demandera la grâce en 1945) « dans les coulisses, chez Pitoëff ». Anouilh décrira ainsi cette rencontre en 1955 dans Défense de l'Occident :

« Voilà un jeune homme qui vous aime bien, et qui aime bien le théâtre, me dit Georges, vous devriez le connaître. Un gros regard étonné derrière de grosses lunettes, un sourire enfantin. Pas de choc de sympathie particulier. Mon vieux complexe devant les « intellectuels » qui vont me faire le coup du mépris. Le coup du mépris que je leur fais moi-même, aussi injustement. Le normalien répugne vaguement et fait impression, en même temps, au bachelier sans mention et sans latin que je suis. Ma méfiance inguérissable pour ceux qui ont des idées générales. Il me dit qu'il aimerait publier une de mes pièces dans son journal. Je la promets. »

En avril 1940, Anouilh est rappelé en service auxiliaire et affecté à la garnison d'Auxerre, comme secrétaire d'un commandant. Fait prisonnier en juin, il est finalement libéré grâce à l'oubli du tampon sur son livret militaire lors de son incorporation, faisant croire à son arrestation comme civil, alors qu'il se rendait à une visite médicale dans sa garnison. Anouilh rejoint alors à Paris sa femme et sa fille.
En octobre 1940, Le Bal des voleurs est repris par André Barsacq qui vient de succéder à Charles Dullin à la direction du théâtre de l'Atelier. Suivent en l'espace de quelques mois, deux nouveaux succès pour Anouilh. Le premier, grâce à Léocadia, montée au théâtre de la Michodière par Pierre Fresnay, qui appréciait le talent d'Anouilh depuis le succès du Voyageur sans bagage. La création a lieu le 30 novembre 1940 avec Yvonne Printemps et Pierre Fresnay dans les premiers rôles, sur une musique de Francis Poulenc (op.106) et dans des décors et des costumes d'André Barsacq. Brasillach rappelle alors à Anouilh sa promesse et obtient la publication de Léocadia dans Je suis partout, étalée sur cinq numéros. Le second, avec Le Rendez-vous de Senlis, créé au théâtre de l'Atelier par André Barsacq le 30 janvier 1941. Les deux pièces font chacune l'objet d'environ 170 représentations.

### Antigoneet l'Occupation (1941-1945)

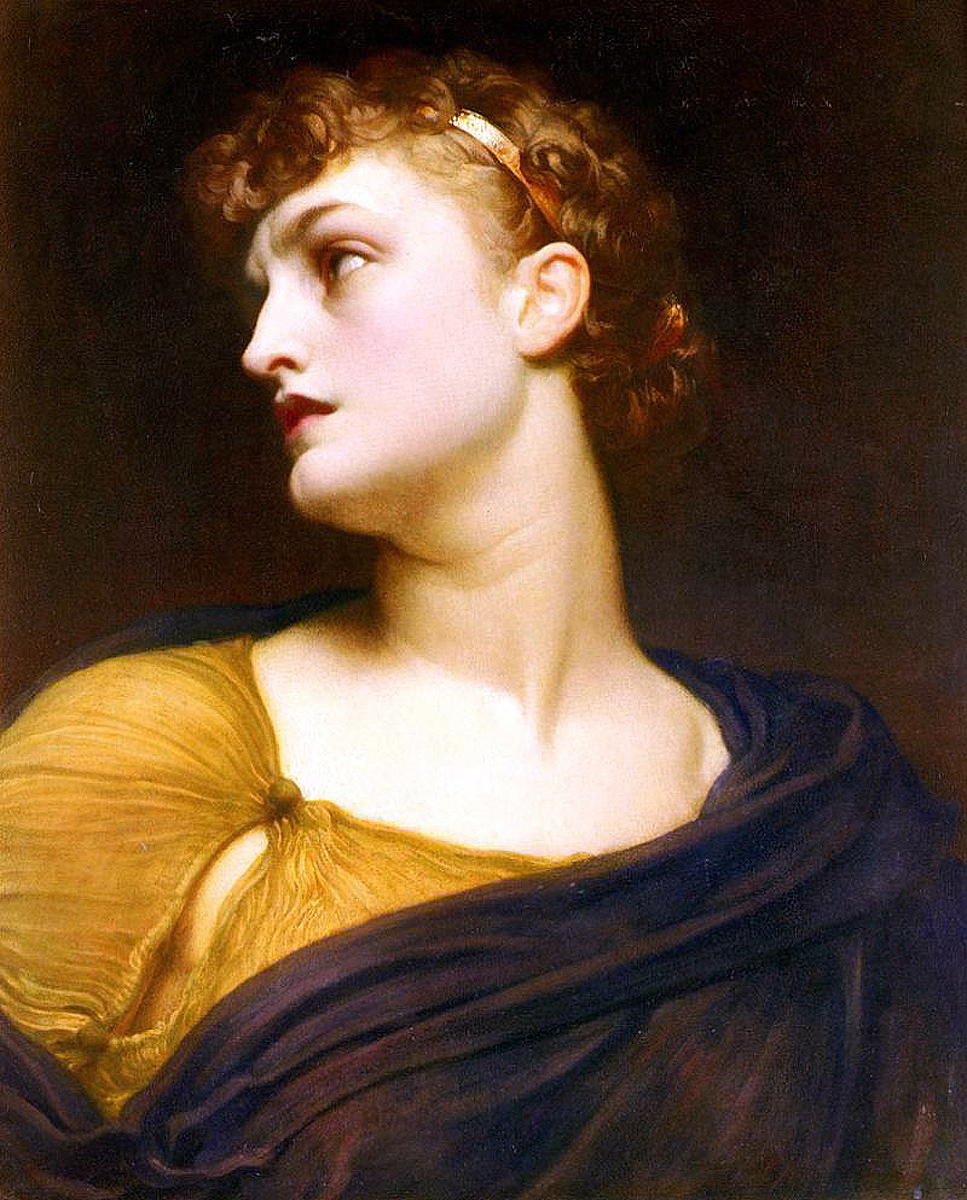
L'Antigone classique, contrastant avec « la maigre jeune fille noiraude et renfermée que personne ne prenait au sérieux » d'Anouilh.

À l'été 1941, Anouilh et sa femme se réfugient à Salies-de-Béarn, où ils resteront jusqu'en février 1942 ; Anouilh y travaillera à ce qui sera sa prochaine pièce, Eurydice. Tous deux tentent de protéger Mila, femme juive d'origine russe d'André Barsacq. Ils l'hébergeront plusieurs mois dans leur appartement de l'avenue Trudaine à leur retour à Paris.
C'est en pleine Occupation allemande qu'Anouilh fait jouer deux Pièces noires, tout d'abord Eurydice, créée le 18 décembre 1941, puis Antigone, créée le 4 février 1944, toutes deux au théâtre de l'Atelier dans une mise en scène, un décor et des costumes d'André Barsacq, avec Monelle Valentin dans le rôle-titre.
Au sujet d'une potentielle portée politique des deux pièces, et tout particulièrement d'Antigone, Anouilh n'a officiellement pris position ni pour la Collaboration ni pour la Résistance et il est vraisemblable qu'il n'ait eu, jusqu'à la création d'Antigone, qu'une vague idée de ce qu'était réellement la Résistance. Pour autant, un faisceau d'éléments amène à voir dans Antigone une forte allusion aux excès et drames de la Collaboration, plus qu'une apologie de la Résistance. Plusieurs dizaines d'années plus tard, Anouilh donne des explications allant dans ce sens. Ainsi, il écrit dans La vicomtesse d'Eristal n'a pas reçu son balai mécanique :

« Antigone, commencée d'écrire le jour des terribles affiches rouges, ne fut jouée qu'en 1944 [...]. Plus perspicace, un écrivain allemand [...] alerta, m'a-t-on dit, Berlin, disant qu'on jouait à Paris une pièce qui pouvait avoir un effet démoralisant sur les militaires qui s'y pressaient. »

Toujours à l'appui de cette thèse, la 4e de couverture d'Œdipe ou le Roi boiteux (écrite par Anouilh en 1978 et publiée en 1986) indique :

« L'Antigone de Sophocle, lue et relue, et que je connaissais par cœur depuis toujours, a été un choc soudain pour moi pendant la guerre, le jour des petites affiches rouges. Je l'ai ré-écrite à ma façon, avec la résonance de la tragédie que nous étions alors en train de vivre. »

Autre indice allant dans ce sens, le 14 septembre 1942, Anouilh écrit à Barsacq :

« S'il en est encore temps avant de donner Antigone, relisez le manuscrit en pensant à la censure et si vous repérez des phrases dangereuses (les affiches, le discours du chœur à la fin), envoyez-le-moi. Il vaut mieux que cela ne soit pas tripatouillé sur le manuscrit qu'on enverra. »

Malgré cela, quelques critiques et résistants ont voulu voir au contraire dans Antigone une apologie de la collaboration,. Parmi les reproches faits à Anouilh à la Libération : son amitié pour Pierre Fresnay, les textes publiés dans des journaux collaborationnistes ou encore son soutien actif à la demande de grâce en faveur de Robert Brasillach. Parmi les ennemis d'Anouilh figuraient Armand Salacrou et le journal clandestin Les Lettres françaises, qui écrivit : « Antigone est une pièce ignoble, œuvre d'un  Waffen-SS »,. Anouilh restera marqué à vie par ces accusations, qu'il considérait comme profondément injustes,,.
A contrario, pour les tenants de l'interprétation anti-collaborationniste, la plus couramment adoptée et répandue aujourd'hui, le personnage d’Antigone, inspiré du mythe antique mais en rupture avec la tradition de la tragédie grecque, devient l'allégorie de la Résistance s'opposant aux lois édictées par Créon / Pétain, qu'elle juge iniques. Si l'allégorie est réelle, le parti de l'auteur n'était vraisemblablement acquis, lui, à aucun des deux camps. Le personnage de Créon, oncle de l'héroïne Antigone, rappelait le maréchal Pétain qui tentait, sans succès, de ramener à la raison la résistante courageuse, si ce n'est téméraire, et devait, malgré lui, faire appliquer à l'égard de sa nièce la sentence de mort, comme à toute autre personne qui contreviendrait à son commandement, serait-il inique.
Les « deux » premières d'Antigone, celle antérieure à la Libération de Paris le 13 février 1944, comme celle postérieure le 29 septembre 1944, furent toutes deux des succès. La pièce est jouée 226 fois en un peu moins d'un an.
À la Libération, Anouilh s'érige contre l'épuration. Tentant de sauver la tête de Robert Brasillach, au même titre que 50 personnalités dont Albert Camus, François Mauriac, Paul Valéry ou Colette,, il participe activement au recueil des signatures. Anouilh n'est revenu qu'assez tardivement sur ces épisodes, qui ont toutefois constitué une réelle blessure :

« La liste inutile (on aurait eu autant de chance en la déposant au pied d'une statue de Bouddha au musée Guimet) portait, je crois me souvenir, cinquante et une signatures célèbres. Je m'honore d'en avoir décroché sept, sur une douzaine de visites. J'aurais donc fait, on me l'a assuré, un assez bon représentant en clémence — article difficile à placer entre tous, on le constate encore de nos jours, à des gens en proie à l'indifférence et à la frousse, ces deux maladies des guerres civiles. Je suis pourtant revenu vieux — si vieux que je n'ai même plus envie de dire à cause de qui et pourquoi. »

### Une carrière prolifique (1945-1955)
En 1945, Anouilh contribue indirectement à la création des éditions de la Table ronde en confiant Antigone à son jeune fondateur Roland Laudenbach, neveu de son ami le comédien Pierre Fresnay. L'année suivante, alors qu'Antigone est jouée à New York avec Katharine Cornell dans le rôle-titre, Roméo et Jeannette est mise en scène par André Barsacq au théâtre de l'Atelier ; il s'agit de la première pièce interprétée par Michel Bouquet qui deviendra l'acteur-fétiche d'Anouilh, mais aussi par Jean Vilar, Suzanne Flon et Maria Casarès. Malgré sa distribution prestigieuse et 123 représentations, Anouilh qualifie cette pièce de four mémorable. En 1947, Anouilh s'installe en Suisse, à Chesières, près de Villars-sur-Ollon, dans le canton de Vaud. Renouant avec les Pièces roses, il écrit L'Invitation au château, montée la même année, toujours par Barsacq, et avec une musique de scène de Francis Poulenc (op.138). La pièce reste à l'affiche pendant plus d'un an, bien accueillie quasi-unanimement par la critique et le public réunis. Elle sera reprise plusieurs fois, notamment en 1953 avec Brigitte Bardot, qui fait ses débuts à la scène.
Par la suite, la fécondité de l'auteur ne tarit plus. La carrière d'Anouilh sera accompagnée de nombreux succès pendant une trentaine d'années. En septembre 1948, sa première pièce, Humulus le muet, qui n'avait jamais été montée, est créée au théâtre de la Cité universitaire de Paris. 1948 est aussi l'année d'une rencontre importante, celle de Jean-Denis Malclès qui deviendra son décorateur attitré jusqu'aux dernières pièces, à l'occasion de la création, à la comédie des Champs-Élysées, de Ardèle ou la Marguerite (classée par son auteur parmi les Pièces grinçantes) et de Épisode de la vie d'un auteur, toutes deux mises en scène par Roland Piétri. C'est aussi à l'occasion de ces deux pièces qu'Anouilh s'éloigne du théâtre de l'Atelier et d'André Barsacq, plus orientés vers le théâtre d'avant-garde (même si Colombe en 1951 et Médée en 1953 y seront montées). En 1948, Anouilh rencontre aux cours Simon celle qui sera sa seconde épouse, Nicole Lançon. En juin 1950, c'est la naissance de Caroline, la première des trois enfants issus de son union avec Nicole. La même année, il adhère à l'Association des amis de Robert Brasillach.
Chaque année qui passe voit la création d'une pièce et l'écriture de la suivante : La Répétition ou l'Amour puni en 1950, Colombe en 1951, La Valse des toréadors en 1952 (qui sera reprise avec Louis de Funès en 1973), Médée (dernière collaboration avec André Barsacq) et L'Alouette en 1953, Cécile ou l'École des pères en 1954 (dont le rôle-titre est joué par la propre fille de Jean Anouilh, Catherine) et Ornifle ou le Courant d'air en 1955. Toutes sont des succès et sont accompagnées d'une réception critique plus ou moins enthousiaste, mais jamais négative.
En 1952, Anouilh s'installe avec Nicole, leurs deux enfants (Nicolas, son fils, est né en août 1952) et Catherine, sa première fille, dans une maison à Montfort-l'Amaury. À la fin de l'année 1953, Catherine se marie avec Alain Tesler, assistant réalisateur (notamment sur Deux sous de violettes et Le Rideau rouge, films dans lesquels joue Monelle Valentin et aux dialogues desquels a travaillé Jean Anouilh). Le 30 juillet 1953, Anouilh épouse Nicole en Angleterre. Leur troisième enfant naîtra deux ans plus tard. Toute la famille s'installe en 1954 à Paris, rue de Furstenberg dans le 6e arrondissement.

### Controverse autour dePauvre Bitos(1956-1958)
Créée le 11 octobre 1956 au théâtre Montparnasse-Gaston Baty, dans une mise en scène conjointe de Roland Piétri et d'Anouilh lui-même, avec notamment Michel Bouquet, Pierre Mondy et Bruno Cremer, Pauvre Bitos ou le Dîner de têtes imagine un dîner dont les protagonistes sont déguisés en personnages de la Révolution française. Le convive qui joue Robespierre, Bitos, est un ancien camarade de classe des autres convives, celui qui raflait tous les premiers prix, le seul roturier de la bande, mais également celui devenu procureur qui a requis, après la guerre, contre tous les collaborateurs ou ainsi présumés.
Anouilh dénonce ainsi à nouveau, sous la figure des excès de la Terreur, ceux de l'épuration d'après-guerre, dans un contexte français de montée de la violence en Algérie. Il règle ses comptes, en quelque sorte, avec ceux qui, dix ans plus tôt, l'accusaient d'avoir collaboré. Au-delà, la pièce est un manifeste contre tous les exercices abusifs du pouvoir, quels qu'ils soient, et les critiques contemporains s'accordent sur une vision plus intemporelle de la pièce que celle qui a prévalu à sa création.
Tandis que la générale laisse supposer un échec (silence tout au long de la pièce, quelques applaudissements à la fin, un timide rappel, fureur et bagarres à la sortie), la pièce connut un réel succès auprès du public (308 représentations). De même, dès le lendemain les critiques se déchaînent, accablant Anouilh et voyant notamment dans Pauvre Bitos un pamphlet contre la Résistance. Des voix contraires s'élèvent (notamment dans la presse d'extrême-droite, mais pas seulement), certains autres journaux « comptant les points » et recensant les pour et les contre.

### Le triomphe deBecket(1959-1961)

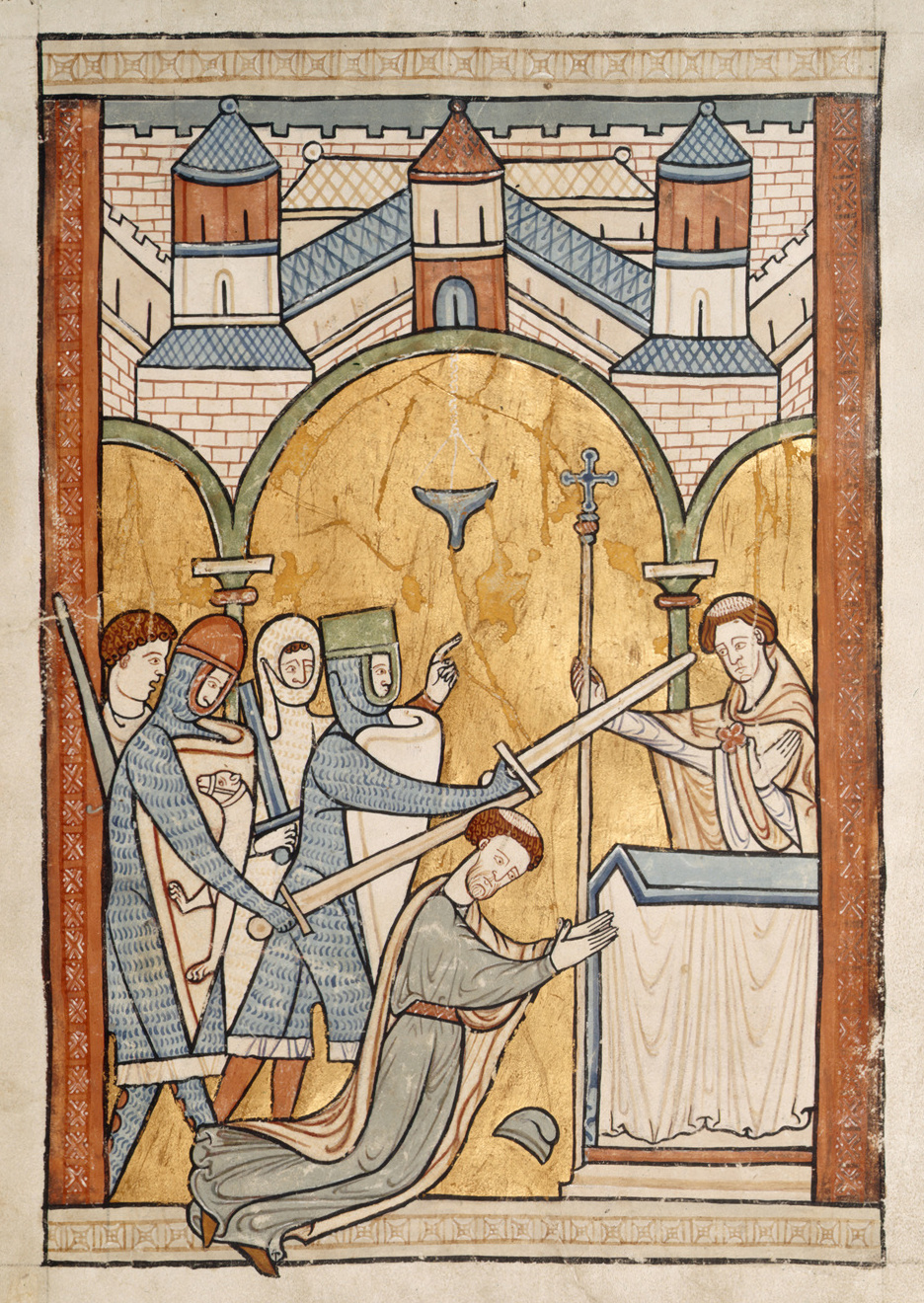
Enluminure du XIIIe siècle représentant le meurtre de Thomas Becket.

L'année 1959 est une année importante dans la carrière de Jean Anouilh. Il reçoit le prix Dominique de la mise en scène et fait monter trois nouvelles pièces : L'Hurluberlu ou le Réactionnaire amoureux, La Petite Molière et Becket ou l'Honneur de Dieu. Fidèle à son habitude, Anouilh change plusieurs fois d'avis dans le choix des comédiens pour L'Hurluberlu et fait finalement appel à Paul Meurisse. Les trois pièces remportent l'adhésion du public et de la critique.
Écrite en 1959, Becket ou l'Honneur de Dieu est créée au théâtre Montparnasse-Gaston Baty le 2 octobre 1959, toujours dans une mise en scène de Roland Piétri et de l'auteur lui-même, et toujours également avec des décors de Jean-Denis Malclès. Daniel Ivernel y joue le rôle de Henri II et Bruno Cremer celui de Thomas Becket. La pièce reste presque deux ans à l'affiche et fait immédiatement l'objet de reprises et de tournées. Très rapidement, elle est créée à l'étranger, notamment au Royaume-Uni et aux États-Unis, avec le même succès. En 1964, elle fait l'objet d'une adaptation cinématographique avec Peter O'Toole et Richard Burton dans les rôles principaux, avant de rentrer au répertoire de la Comédie-Française en 1971. Louée quasi-unanimement par la critique, Becket restera comme l'un des plus grands succès de Jean Anouilh.

### Adaptateur et metteur en scène (1961-1967)
La création de la pièce suivante, La Grotte, est vécue comme un échec par Anouilh. Bien qu'ayant tenu l'affiche quatre mois, elle reçut en effet un accueil plutôt négatif de la critique.
Pendant les six années qui suivent, Anouilh n'écrira plus ou presque. Du moins, aucune des pièces qu'il commencera pendant cette période ne sera montée, les deux pièces qui sont créées en janvier 1962 à la comédie des Champs-Élysées, L'Orchestre et La Foire d'empoigne, ayant été écrites les années précédentes. Il se consacre principalement à la mise en scène et à des traductions et adaptations de pièces étrangères.
Ainsi, en 1960, il monte Tartuffe avec, en lever de rideau, un impromptu de sa composition, Le Songe du critique. En 1962, il adapte L'Amant complaisant de Graham Greene avec sa femme Nicole. La même année, il met en scène au théâtre de l'Ambigu Victor ou les Enfants au pouvoir de Roger Vitrac, créé en 1929 par Antonin Artaud et qui rencontre enfin le succès, alors que la pièce n'en avait pas réellement eu jusque-là. En 1963, c'est L'Acheteuse de Stève Passeur qu'Anouilh monte à la comédie des Champs-Élysées. Puis, en 1964, Richard III de Shakespeare au théâtre Montparnasse-Gaston Baty. À cette époque, Pauvre Bitos est montée à l'étranger avec des fortunes diverses : succès en Angleterre, seulement 17 représentations aux États-Unis.
À l'occasion du procès de Jacques Laurent en 1965, condamné pour offense au chef de l'État (Charles de Gaulle) en raison de son pamphlet Mauriac sous de Gaulle, Anouilh signe avec une vingtaine d'écrivains, parmi lesquels Jules Roy, Emmanuel Berl, Jean-François Revel ou son ami Marcel Aymé, une pétition contre son inculpation. L'Ordalie ou la Petite Catherine de Heilbronn de Heinrich von Kleist, qu'Anouilh traduit et monte en 1966 au théâtre Montparnasse, est un échec, qui signera la fin des adaptations et de la mise en scène des pièces des autres. Anouilh se consacrera de nouveau à l'écriture et à la mise en scène de ses propres pièces pour l'essentiel.
L'année suivante, au cours de l'été, Anouilh écrit 47 fables, dans l'esprit de celles de La Fontaine, dont certaines seront montées sous forme de spectacle de marionnettes au théâtre de la Gaité-Montparnasse en 1968, sous le titre de Chansons Bêtes. Jean Anouilh se sépare de Nicole à cette époque.

### Retour au théâtre: douze ans de succès (1968-1980)
Le 13 novembre 1968 est créée à la comédie des Champs-Élysées Le Boulanger, la Boulangère et le Petit Mitron. Tous les partenaires des succès passés (et futurs) sont là : Roland Piétri pour la mise en scène, Jean-Denis Malclès pour les décors et les costumes, Michel Bouquet dans le rôle principal (dont ce sera toutefois le dernier rôle dans une création d'Anouilh). Comme cela aura fréquemment été le cas avec Anouilh, la critique est partagée, mais l'accueil du public est favorable.
En 1969, sa nouvelle compagne, Ursula Wetzel, une jeune femme suisse, donne à Jean Anouilh son cinquième enfant : une fille, Anouk,.
Les pièces se succèdent : Cher Antoine ou l'Amour raté en 1969 (avec Jacques François et Hubert Deschamps), Les Poissons rouges ou Mon père ce héros en 1970 (avec Jean-Pierre Marielle et Michel Galabru). En l'espace de deux ans, Anouilh reçoit le prix de la Critique dramatique pour la meilleure création française (Les Poissons rouges), le prix mondial Cino del Duca pour son message « d'humanisme moderne » et le prix du Brigadier de l'Association des régisseurs de théâtre. Toujours en 1971, Anouilh entre au répertoire de la Comédie-Française à l'initiative de Pierre Dux avec Becket, jouée par Robert Hirsch et Georges Descrières. Comblé et malgré les approches de ses confrères, Anouilh refusera l'idée d'entrer à l'Académie française.
Les succès se poursuivent avec Ne réveillez pas Madame en 1971, qui tient l'affiche à la comédie des Champs-Élysées pendant presque deux ans (600 représentations) ou Le Directeur de l'Opéra en 1972 avec Paul Meurisse. Créations et reprises alternent au théâtre Antoine, au théâtre des Mathurins et à la comédie des Champs-Élysées. En 1973, il remonte sur le nom de Louis de Funès La Valse des toréadors, une pièce en laquelle il croit beaucoup mais qui avait été assassinée par la critique en 1952. Ayant beaucoup apprécié son Machetu dans Ornifle en 1956, il avait tenté vainement d'écrire une pièce pour de Funès pendant plusieurs années. La manière dont Anouilh met en scène sa pièce déroute l'acteur : il dirige les répétitions de façon trop distante, avec peu d'indications, données une fois la pièce entière jouée, alors que le comédien préfère la méthode de Raymond Rouleau de reprendre chaque réplique. Par ses inventions, qui plaisent au dramaturge, Louis de Funès allonge la durée de pièce. La pièce est un triomphe critique et commercial et tient 198 représentations, jusqu'à ce que le comédien, épuisé, soit rattrapé par des problèmes de santé.
En 1974, Anouilh soutient la création de la première (et unique) pièce de son gendre, Franck Hamon de Kirlavos (mari de Caroline). Bien qu'il ne vive plus à leurs côtés, Anouilh conserve des relations aussi bien avec Monelle Valentin (dont il se préoccupera de la santé jusqu'à sa mort) qu'avec Nicole Lançon, à qui il confie les mises en scène de Monsieur Barnett et de Vive Henri IV ! ou la Galigaï en 1977. Chers zoiseaux, Le Scénario et Le Nombril seront ses trois derniers grands succès à la fin des années 1970 et au début des années 1980.
Anouilh est à nouveau récompensé, par le Grand prix du théâtre de l'Académie française en 1980 et par le Grand prix de la Société des auteurs et compositeurs dramatiques en 1981.

### Dernières années (1980-1987)
En 1980, Anouilh est atteint d'une maladie virale qui lui détruit la thyroïde. En 1983, il est victime d'une crise cardiaque. Très affaibli, il se retire de manière définitive en Suisse, où il vit auprès d'Ursula. Ses pièces continuent à être jouées à Paris, mais Jean Anouilh ne peut plus participer à leur mise en scène. Il écrit jusqu'en 1986 ses souvenirs dans un récit autobiographique, La vicomtesse d'Eristal n'a pas reçu son balai mécanique. En 1987, il reprend son scénario de Thomas More ou l'Homme libre, qui sera publié quelques mois après sa mort. Au début du mois d'octobre 1987, il entre à l'hôpital de Lausanne pour une transfusion et renoue avec son fils Nicolas, avec qui il s'était brouillé, avant de mourir le 3 octobre.

## Œuvres

### Théâtre
Il a écrit 47 pièces de théâtre.
À partir de 1942, Jean Anouilh a classé la majeure partie de son œuvre dramatique par qualificatifs : Pièces roses, Pièces noires, Pièces brillantes, Pièces grinçantes, Pièces costumées, Pièces baroques, Pièces secrètes et Pièces farceuses.
L'auteur traite presque toujours les mêmes thèmes : la révolte contre la richesse et contre le privilège de la naissance, le refus d'un monde fondé sur l'hypocrisie et le mensonge, le désir d'absolu, la nostalgie du paradis perdu de l'enfance, l'impossibilité de l'amour, l'aboutissement dans la mort.
Anouilh ne verse pas dans la pièce à thèse, mais diversifie ses créations depuis la fresque jusqu'à la satire en passant par la tragédie. Il place avant toute chose le jeu théâtral[réf. nécessaire].
Note: Les dates suivantes sont celles de publication ou à défaut de rédaction.

#### Pièces roses(1942)
- Humulus le muet (1929)[note 7]
- Le Bal des voleurs (1932)
- Le Rendez-vous de Senlis (1937)
- Léocadia (1939)

En 1942, Anouilh étrenne ses séries « thématiques » avec les Pièces roses qu'il fait alterner avec les Pièces noires. Ce sont des comédies savoureuses, où l'auteur se laisse aller à sa fantaisie.
Dans l'univers « rose » d'Anouilh, il y a deux catégories de personnages : « les marionnettes », qui sont pour la plupart des vieux ridicules et inconsistants et « les amoureux », des jeunes gens sincères qui croient à leur amour.

#### Pièces noires(1942)
- L'Hermine (1931)
- La Sauvage (1934)
- Le Voyageur sans bagage (1937)
- Eurydice (1942)

#### Nouvelles pièces noires(1947)
- Jézabel (1932)
- Antigone (1944)
- Roméo et Jeannette (1946)
- Médée (1946)

La race nombreuse des « gens pour tous les jours » comprend deux catégories assez distinctes. D'abord les fantoches, égoïstes et mesquins, plats et vulgaires, vicieux et méchants, contents d'eux-mêmes et de la vie ; ce sont, dans la plupart des cas, les pères et les mères des héros. Ensuite, il y a le groupe des gens dignes et intelligents, mais incapables de grandes aspirations, faits pour une vie tranquille, sans complications.
Les « héros », jeunes pour la plupart, s'opposent également à ces deux groupes nombreux, en rejetant le bonheur commun où ceux-ci se complaisent ; mais ils ne constituent pas une catégorie unitaire. Deux types peuvent être distingués : ceux qui ont un passé chargé, auquel ils cherchent à échapper et ceux pour qui le passé s'identifie au monde pur de l'enfance, qu'ils s'efforcent de conserver intact. Les héros d'Anouilh sont incapables de se débarrasser de leur passé. Ils sont « maudits », ils appartiennent à ce passé. Prisonniers de leur passé, de leur position sociale, de leur pauvreté, ils ne trouvent autre issue que la fuite ou la mort, surtout la mort.
Les Pièces noires Eurydice, Antigone et Médée sont des reprises des mythes connus, mais Anouilh en fait des œuvres modernes, où l'histoire ne joue plus le premier rôle.
Ces pièces frappent dès le début par la familiarité du ton et par le style parlé, parfois vulgaire, très éloigné du style noble et recherché, propre à la tragédie classique. Comme son maître Jean Giraudoux, Anouilh use abondamment de l'anachronisme : on y parle de cartes postales, de café, de bar, de cigarettes, de fusils, de film, de voitures, de courses, etc. De plus, les personnages portent des vêtements du XXe siècle.

#### Pièces brillantes(1951)
- L'Invitation au château (1947)
- La Répétition ou l'Amour puni (1950)
- Cécile ou l'École des pères (1949)
- Colombe (1951)

Dans Colombe (1951), Anouilh reprend son procédé favori : le « théâtre dans le théâtre ».

#### Pièces grinçantes(1956)
- Ardèle ou la Marguerite (1948)
- La Valse des toréadors (1951)
- Ornifle ou le Courant d'air (1955)
- Pauvre Bitos ou le Dîner de têtes (1956)

Après la Libération, la production dramatique d'Anouilh est marquée par les Pièces grinçantes (depuis Ardèle ou la Marguerite jusqu'au Nombril). Son cadre de prédilection y est celui de la comédie satirique, où se meut surtout la race plus ou moins vulgaire des « gens de tous les jours ».

#### Pièces costumées(1960)
- L'Alouette (1953)
- Becket ou l'Honneur de Dieu (1959)
- La Foire d'empoigne (1962).

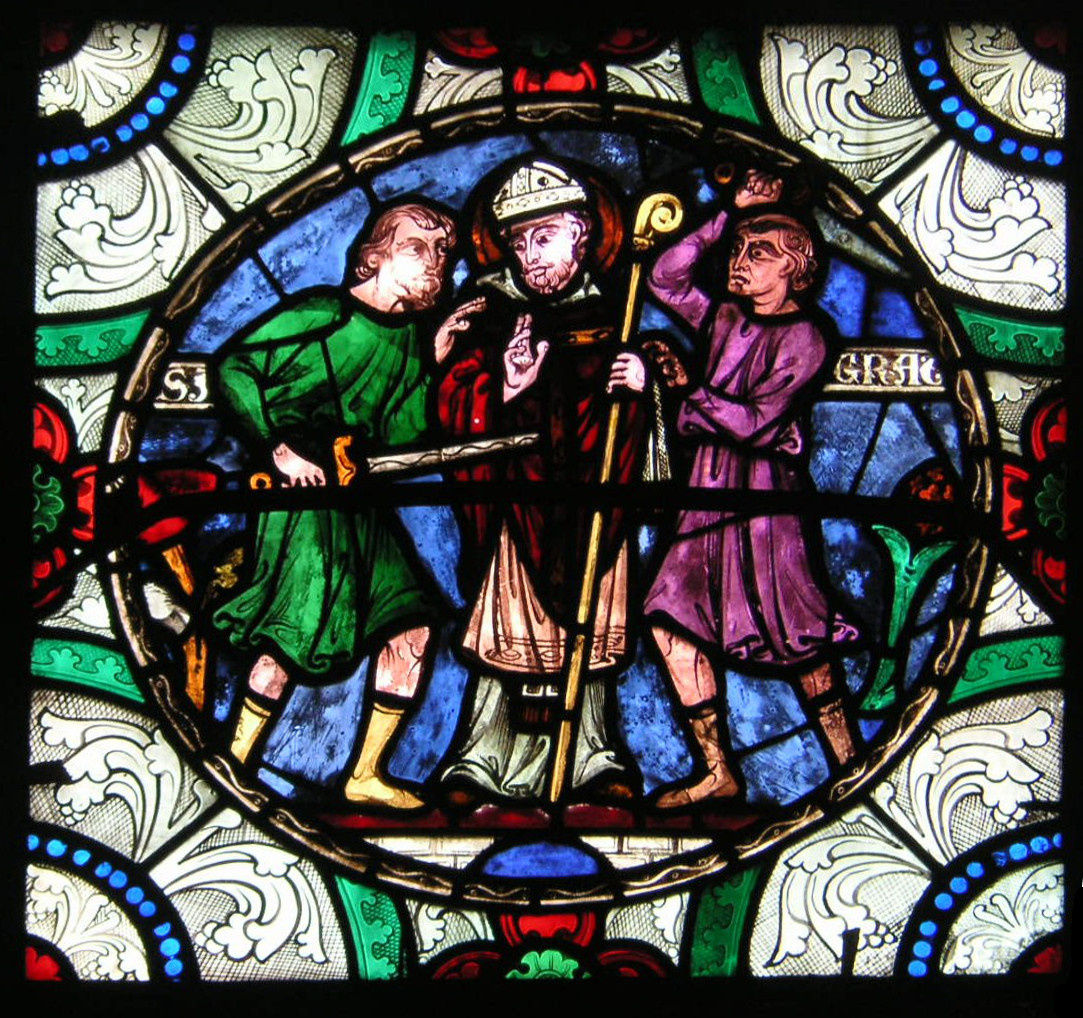
Le meurtre de Thomas Becket (détail du vitrail de la cathédrale de Canterbury).

La race des « héros » réapparaît dans deux Pièces costumées publiées après la Libération, L'Alouette et Becket, ainsi que dans Thomas More ou l'Homme libre sa dernière pièce publiée en 1987, mais on n'y retrouve plus l'univers angoissant de ses premières Pièces noires.
Jeanne d'Arc (L'Alouette), Thomas Becket et Thomas More sont des figures lumineuses qui acceptent de se sacrifier non pas pour des raisons existentielles, mais au nom du devoir : envers la patrie (Jeanne) ou envers Dieu (Becket et More).

#### Nouvelles pièces grinçantes(1970)
- L'Hurluberlu ou le Réactionnaire amoureux (1957)
- La Grotte (1961)
- L'Orchestre (1962)
- Le Boulanger, la Boulangère et le Petit Mitron (1968)
- Les Poissons rouges ou Mon père ce héros (1970)

#### Pièces baroques(1974)
- Cher Antoine ou l'Amour raté (1969)
- Ne réveillez pas Madame (1970)
- Le Directeur de l'Opéra (1972)

#### Pièces secrètes(1977)
- Tu étais si gentil quand tu étais petit (1972)
- L'Arrestation (1975)
- Le Scénario (1976)

#### Pièces farceuses(1984)
- Épisode de la vie d'un auteur (1948)
- Chers zoiseaux (1976)
- La Culotte (1978)
- Le Nombril (1981)

#### Adaptations
Jean Anouilh a adapté et traduit plusieurs pièces d'auteurs étrangers dont :
- 1952 : Comme il vous plaira et Le Conte d'hiver de Shakespeare
- 1953 : Désir sous les ormes d'Eugene O'Neill en collaboration avec Paule de Beaumont (comédie des Champs-Élysées)
- 1954 : Il est important d'être aimé d'Oscar Wilde en collaboration avec Claude Vincent (comédie des Champs-Élysées)
- 1957 : La Nuit des rois de Shakespeare en collaboration avec Nicole Anouilh (théâtre du Vieux-Colombier)
- 1962 : L'Amant complaisant de Graham Greene en collaboration avec Nicole Anouilh
- 1965 : Richard III de Shakespeare (théâtre Montparnasse)
- 1966 : L'Ordalie ou la Petite Catherine de Heilbronn de Heinrich von Kleist (théâtre Montparnasse)

#### Mises en scène
Outre son travail d'auteur, Jean Anouilh a aussi travaillé au théâtre comme metteur en scène, le plus souvent en collaboration. 
- 1952 : La Valse des toréadors de Jean Anouilh, co-mise en scène avec Roland Piétri, Comédie des Champs-Élysées
- 1953 : L'Alouette de Jean Anouilh, co-mise en scène avec Roland Piétri, théâtre Montparnasse
- 1954 : Cécile ou l'École des pères de Jean Anouilh, co-mise en scène avec Roland Piétri, Comédie des Champs-Élysées
- 1955 : Ornifle ou le Courant d'air de Jean Anouilh, mise en scène de Jean Anouilh, Comédie des Champs-Élysées
- 1956 : Pauvre Bitos ou le Dîner de têtes de Jean Anouilh, co-mise en scène avec Roland Piétri, théâtre Montparnasse
- 1959 : L'Hurluberlu de Jean Anouilh, co-mise en scène avec Roland Piétri, Comédie des Champs-Élysées
- 1959 : Becket ou l'Honneur de Dieu de Jean Anouilh, co-mise en scène avec Roland Piétri, théâtre Montparnasse
- 1961 : La Grotte de Jean Anouilh, co-mise en scène avec Roland Piétri, théâtre Montparnasse
- 1962 : La Foire d'empoigne de Jean Anouilh, co-mise en scène avec Roland Piétri, Comédie des Champs-Élysées
- 1962 : L'Orchestre de Jean Anouilh, co-mise en scène avec Roland Piétri, Comédie des Champs-Élysées
- 1962 : Le Boulanger, la Boulangère et le Petit Mitron de Jean Anouilh, co-mise en scène avec Roland Piétri, Comédie des Champs-Élysées
- 1962 : Victor ou les Enfants au pouvoir de Roger Vitrac, théâtre de l'Ambigu puis théâtre de l'Athénée
- 1964 : Richard III de Shakespeare, co-mise en scène avec Roland Piétri, théâtre Montparnasse
- 1966 : L'Ordalie ou la Petite Catherine de Heilbronn de Heinrich von Kleist, théâtre Montparnasse
- 1969 : Cher Antoine ou l'Amour raté de Jean Anouilh, mise en scène de Jean Anouilh, Comédie des Champs-Élysées
- 1970 : Ne réveillez pas Madame de Jean Anouilh, mise en scène de Jean Anouilh, Comédie des Champs-Élysées
- 1970 : Les Poissons rouges de Jean Anouilh, co-mise en scène avec Roland Piétri, théâtre de l'Œuvre
- 1972 : Le Directeur de l'Opéra de Jean Anouilh, co-mise en scène avec Roland Piétri, Comédie des Champs-Élysées
- 1972 : Tu étais si gentil quand tu étais petit de Jean Anouilh, co-mise en scène avec Roland Piétri, théâtre Antoine
- 1973 : La Valse des toréadors de Jean Anouilh, co-mise en scène avec Roland Piétri, Comédie des Champs-Élysées
- 1974 : Colombe de Jean Anouilh, mise en scène avec Roland Piétri, Comédie des Champs-Élysées
- 1975 : L'Arrestation de Jean Anouilh, co-mise en scène avec Roland Piétri, théâtre de l'Athénée
- 1976 : Chers zoiseaux de Jean Anouilh, co-mise en scène avec Roland Piétri, Comédie des Champs-Élysées
- 1976 : Le Scénario de Jean Anouilh, co-mise en scène avec Roland Piétri, théâtre de l'Œuvre
- 1981 : Le Nombril de Jean Anouilh, co-mise en scène avec Roland Piétri, théâtre de l'Atelier

### Autres œuvres
L'œuvre littéraire de Jean Anouilh comprend un recueil de fables, quelques récits, plusieurs livrets d'opéra ainsi que de nombreux scénarios et adaptations cinématographiques et télévisuelles.
Il est aussi le créateur de la revue La Nouvelle Saison avec Jean-Louis Barrault et René Barjavel en 1939.

#### Littérature
- 1962 : Fables Anouilh y reprend notamment La Cigale et la Fourmi de Jean de La Fontaine sous le titre La Cigale, mais en renversant le sens.
- 1987 : La vicomtesse d'Eristal n'a pas reçu son balai mécanique' (autobiographie), La Table ronde (ISBN 978-2710303046).
- 2000 : Efrin Knight (dir.), En marge du théâtre (recueil d'articles, de préfaces et de présentations de ses œuvres théâtrales , publié de manière posthume), La Table ronde (ISBN 978-2710309529).

#### Cinéma et télévision
Sauf indication contraire, les informations mentionnées dans cette section peuvent être confirmées par la base de données cinématographiques IMDb,  présente dans la section « Liens externes ».
- 1937 : Le Gagnant, moyen métrage d'Yves Allégret (dialogues)
- 1937 : Vous n'avez rien à déclarer ? de Léo Joannon (dialogues avec Yves Allégret, Jean Aurenche, Maurice Hennequin et Pierre Veber)
- 1937 : Les Dégourdis de la 11e de Christian-Jaque (dialogues avec Jean Aurenche et René Pujol)
- 1937 : La Citadelle du silence de Marcel L'Herbier (dialogues)
- 1939 : Les Otages de Raymond Bernard (scénario et dialogues avec Leo Mittler et Victor Trivas)
- 1940 : Cavalcade d'amour de Raymond Bernard (scénario et dialogues avec Jean Aurenche)
- 1944 : Marie-Martine d'Albert Valentin (scénario avec Jacques Viot)
- 1944 : Le Voyageur sans bagage de Jean Anouilh (scénario et dialogues avec Jean Aurenche)
- 1947 : Monsieur Vincent de Maurice Cloche (scénario, adaptation et dialogues avec Jean Bernard-Luc)
- 1948 : Anna Karénine de Julien Duvivier (scénario, adaptation et dialogues avec Julien Duvivier et Guy Morgan)
- 1949 : Pattes blanches de Jean Grémillon (scénario et dialogues avec Jean Bernard-Luc)
- 1951 : Caroline chérie de Richard Pottier (scénario et dialogues)
- 1951 : Deux Sous de violettes de Jean Anouilh (adaptation et dialogues avec Monelle Valentin)
- 1952 : Le Rideau rouge ou Ce soir, on joue Macbeth d'André Barsacq (scénario et dialogues avec André Barsacq)
- 1953 : Un caprice de Caroline chérie de Jean Devaivre (scénario, adaptation et dialogues avec Cécil Saint-Laurent)
- 1954 : Le Chevalier de la nuit de Robert Darène (scénario et dialogues)
- 1960 : Ben Hur de William Wyler (adaptation de la version française des dialogues)
- 1961 : La Mort de Belle d'Édouard Molinaro (adaptation et dialogues)
- 1964 : La Ronde de Roger Vadim (adaptation et dialogues)
- 1965 : Piège pour Cendrillon d'André Cayatte (dialogues avec André Cayatte et Sébastien Japrisot)
- 1972 : Le Temps d'aimer (Time for Loving) de Christopher Miles (scénario)
- 1976 : Le Jeune Homme et le Lion (TV) de Jean Delannoy (scénario)
- 1979 : La Belle Vie (TV) de Lazare Iglésis (scénario et dialogues)

#### Opéra
- 1953 : Le Loup, ballet de Henri Dutilleux, argument de Jean Anouilh et Georges Neveux, chorégraphie de Roland Petit, créé au théâtre de l'Empire en mars 1953
- 1961 : Colombe, « comédie lyrique » en quatre actes et 6 tableaux de Jean-Michel Damase, livret de Jean Anouilh d'après sa pièce, créée le 5 mai 1961 à l'Opéra de Bordeaux avec Maria Murano, dans une mise en scène de Roger Lalande, décors et des costumes de Jean-Denis Malclès
- 1970 : Madame de…, « comédie musicale » en deux actes de Jean-Michel Damase, livret de Jean Anouilh, créée le 26 avril 1970 à l'Opéra de Monte-Carlo avec Suzanne Sarroca dans une mise en scène d'André Barsacq
- 1971 : Eurydice, « drame lyrique » en 3 actes de Jean-Michel Damase, livret de Jean Anouilh d'après sa pièce, créé en 1971 dans le cadre du Festival de mai de Bordeaux puis repris l'année suivante à l'Opéra de Bordeaux
- 1999 : Antigone, opéra en deux actes de Míkis Theodorákis, livret du compositeur d'après la pièce de Jean Anouilh, créé le 7 octobre 1999 à Athènes

## Distinctions
- 1961 : Tony Award de la meilleure pièce
- 1970 : Prix mondial Cino del Duca
- 1971 : Prix du Brigadier pour trois pièces à l'affiche :
  - Les Poissons rouges au théâtre de l'Œuvre
  - Ne réveillez pas Madame à la comédie des Champs-Élysées
  - Tu étais si gentil quand tu étais petit au théâtre Antoine
- 1980 : Grand prix du théâtre de l’Académie française

## Adaptations de l'œuvre
Plusieurs pièces d'Anouilh ont été adaptées au cinéma, notamment :
- Les Femmes du général, film britannique de John Guillermin (d'après La Valse des toréadors) sorti en 1962, avec Peter Sellers et Dany Robin
- Becket, film américano-britannique de Peter Glenville (d'après Becket ou l'Honneur de Dieu) sorti en 1964, avec Richard Burton et Peter O'Toole